# Оносма многоцветная
Оно́сма многоцве́тная, или Оносма разноцве́тная (лат. Onósma polychróma) — вид цветковых растений рода Оносма (Onosma) семейства Бурачниковые (Boraginaceae). Некоторые источники не выделяют этот вид.

## Ботаническое описание

### Вегетативные органы
Двулетнее травянистое растение. Обычно имеется несколько стеблей (до 6), высотой от 20 до 60 см, ветвятся до середины, густо покрыты тонкими щетинками и короткими серовато-буроватыми волосками с грязно-пурпурным оттенком. Обычно это опушение в нижней части стеблей беловатого цвета, а в верхней — желтоватое или рыжеватое. Листья 1—1,5 см длиной и 2—12 мм шириной, нижние продолговато-лопатчатые, с короткими и тупыми концами, с крылатым черешком. Верхние листья продолговато-ланцетной формы, с сидячим основанием, формирующим влагалище.

### Генеративные органы

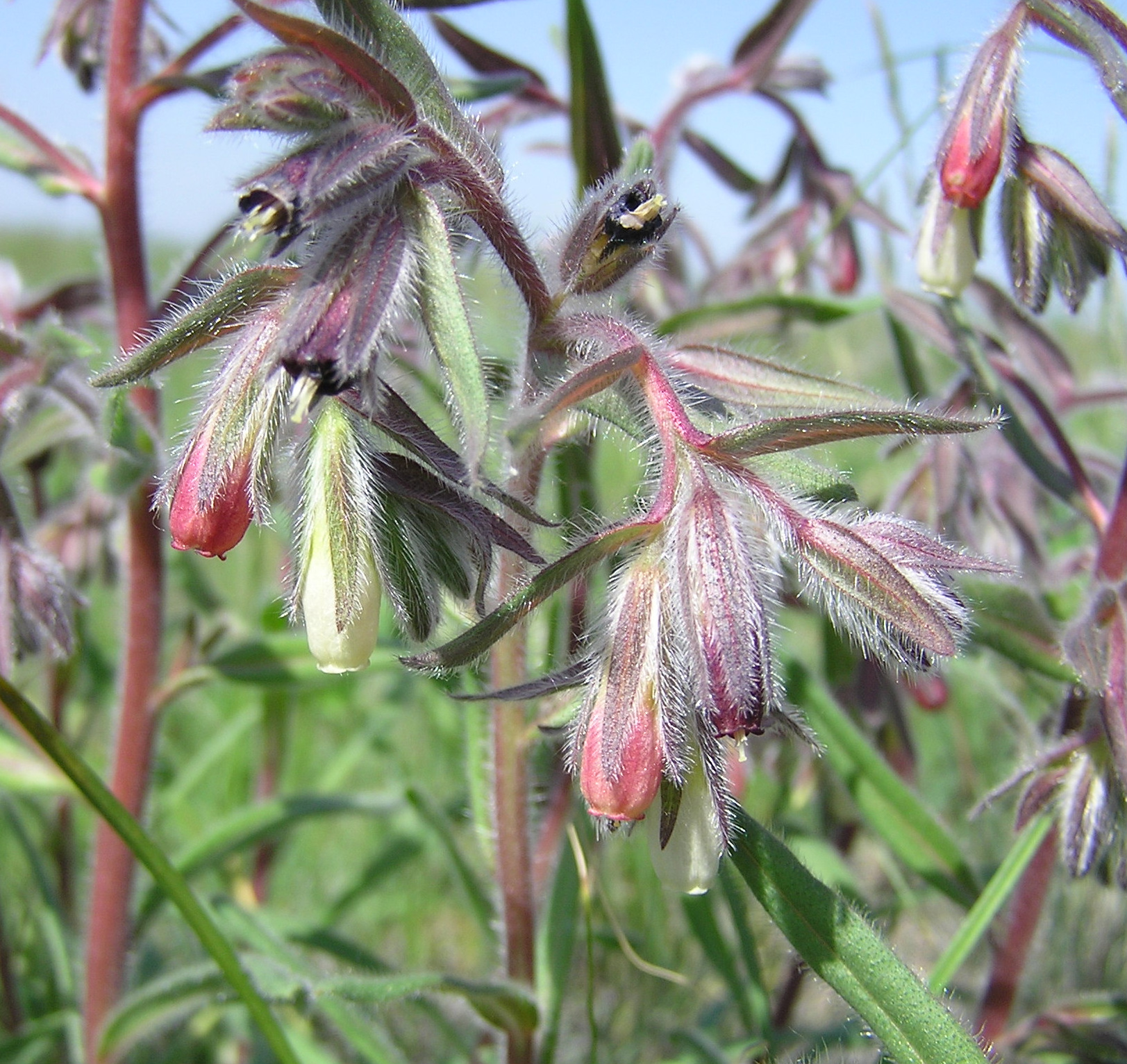
Цветки

Соцветия — небольшие завитки, густые, с плодами — удлинённые и выпрямленные. Чашелистики линейно-ланцетные, свободные, длиной 7—11 мм, после отцветания удлиняющиеся до 16 мм. Венчик длиной 12—13 мм, трубчатый, с короткими треугольными отогнутыми зубцами, сначала палевого цвета, потом приобретают розоватую или красноватую окраску, которая, наконец, сменяется тёмно-синей. Пыльники почти не выпячивающиеся, срастаются лишь у оснований, около 5 мм длиной, с узкими верхушечными придатками.

## Распространение
Степная часть Европейской части России, прилежащие районы Западной Сибири и Северного Казахстана, изредка встречается в степях Воронежской области.

## Хозяйственное значение и применение
Используется как садовое декоративное растение.